# Antonio Ceccarini
Antonio Ceccarini (Sant'Angelo in Vado, 18 ottobre 1949 – Perugia, 29 agosto 2015) è stato un calciatore e allenatore di calcio italiano, di ruolo terzino.

## Carriera

Ceccarini al Catania nel 1973

Diede i primi calci al pallone nelle file della Vadese, squadra della natìa Sant'Angelo in Vado. Scoperto da Silvano Ramaccioni, questi lo portò al Città di Castello dove Ceccarini, nel 1968, debuttò in Serie D rimanendo con i tifernati per quattro stagioni. A metà degli anni settanta vestì poi fugacemente le maglie di Acireale, Catania e Avellino, tra Serie C e B, prima di esordire in Serie A nel 1976 con il Perugia, rivoluto da Ramaccioni, dove militò per sette campionati, cinque in massima categoria e due tra i cadetti, sino al 1983. La conclusione della carriera agonistica giunse nel 1986, dopo un triennio sui campi di Serie C1 e C2, dove difese i colori di Messina e, infine, Foligno.
Nella sua parentesi agonistica più importante, quella con i grifoni – di cui divenne una delle storiche bandiere, sesto giocatore più presente nei campionati –, a fine anni settanta contribuì al periodo di maggior splendore della cosiddetta squadra dei miracoli, quando arrivarono a Perugia il primo trofeo internazionale, la Coppa Rappan, e quello che rimane il miglior piazzamento della "provinciale" biancorossa in massima categoria, il secondo posto nella Serie A 1978-1979. Nei due tornei di Serie B totalizzò in seguito 36 presenze con un gol nel 1981-1982 e 31 presenze senza reti nel 1982-1983, per un totale con la casacca perugina di 206 gettoni e 2 reti.
Durante le stagioni in Umbria si guadagnò il soprannome di "Tigre" per via della grande grinta che metteva sempre in campo. Un nomignolo legittimato il 4 febbraio 1979, quando mise a segno l'unica sua rete nelle 139 partite disputate in massima serie, quella del pareggio allo scadere nella partita casalinga contro l'Inter, nel campionato del 1978-1979: un 2-2 ottenuto con il Perugia peraltro ridotto in nove, marcatura che permise il mantenimento di quell'imbattibilità stagionale che poi gli umbri, primi nella storia nel girone unico, conservarono sino a fine torneo.

## Dopo il ritiro
Una volta appesi gli scarpini al chiodo, rimase inizialmente nell'ambiente calcistico ricoprendo, nella stagione 1986-1987, il ruolo di allenatore in seconda del Perugia. In seguito divenne imprenditore nel settore tessile, legandosi al gruppo Brunello Cucinelli. È scomparso nel 2015, dopo una lunga malattia, all'età di sessantacinque anni.

## Palmarès

### Giocatore

#### Competizioni internazionali
- Coppa Piano Karl Rappan: 1

Perugia: 1978